# Kyrksjön (Tegelsmora socken)
Tegelsmorasjön är en sjö i Tierps kommun i Uppland och ingår i Norrströms huvudavrinningsområde. Sjön är 1,1 meter djup, har en yta på 0,372 kvadratkilometer och är belägen 26 meter över havet. Sjön avvattnas i söder av vattendraget Fyrisån som här kallas Tegelsmoraån. Denna rinner vidare genom Örbyhus till Vendelsjön. Kyrksjöns största tillflöden är Tegelsmoraån i norr och Toboån i väster.

## Delavrinningsområde
Kyrksjön ingår i det delavrinningsområde (668275-160535) som SMHI kallar för Utloppet av Kyrksjön. Medelhöjden är 33 meter över havet och ytan är 3,63 kvadratkilometer. Räknas de 4 avrinningsområdena uppströms in blir den ackumulerade arean 105,78 kvadratkilometer. Fyrisån som avvattnar avrinningsområdet har biflödesordning 2, vilket innebär att vattnet flödar genom totalt 2 vattendrag innan det når havet efter 152 kilometer. Avrinningsområdet består mestadels av skog (57 procent) och jordbruk (25 procent). Avrinningsområdet har 0,29 kvadratkilometer vattenytor vilket ger det en sjöprocent på 7,9 procent.